# Bhatrahalli, Kolar
Bhatrahalli là một làng thuộc tehsil Kolar, huyện Kolar, bang Karnataka, Ấn Độ.